# Aloisio Gonzaga
Aloisio Gonzaga (Luzzara, 20 aprile 1494 – Castel Goffredo, 19 luglio 1549) è stato un condottiero italiano del Rinascimento, esperto di duelli e fortificazioni militari.
Signore di Castel Goffredo, Castiglione e Solferino a seguito della spartizione dell'eredità paterna e dello zio vescovo Ludovico, fu il capostipite dei rami cadetti di Casa Gonzaga: i Gonzaga di Castel Goffredo, Castiglione e Solferino e i Gonzaga di Castel Goffredo, questo estintosi nel 1593. Fu fedele alla causa imperiale e all'imperatore Carlo V, che nel 1543 fece visita al suo palazzo a Castel Goffredo (Castel Giuffré al tempo).
Fu uno dei personaggi più importanti e controversi dei Gonzaga e della storia di Castel Goffredo: gli si deve gran parte dell'impianto urbanistico rinascimentale del paese, che elesse a capitale del suo feudo (già feudo imperiale autonomo dal settembre 1444 sotto Alessandro Gonzaga), comprendente anche Castiglione e Solferino.

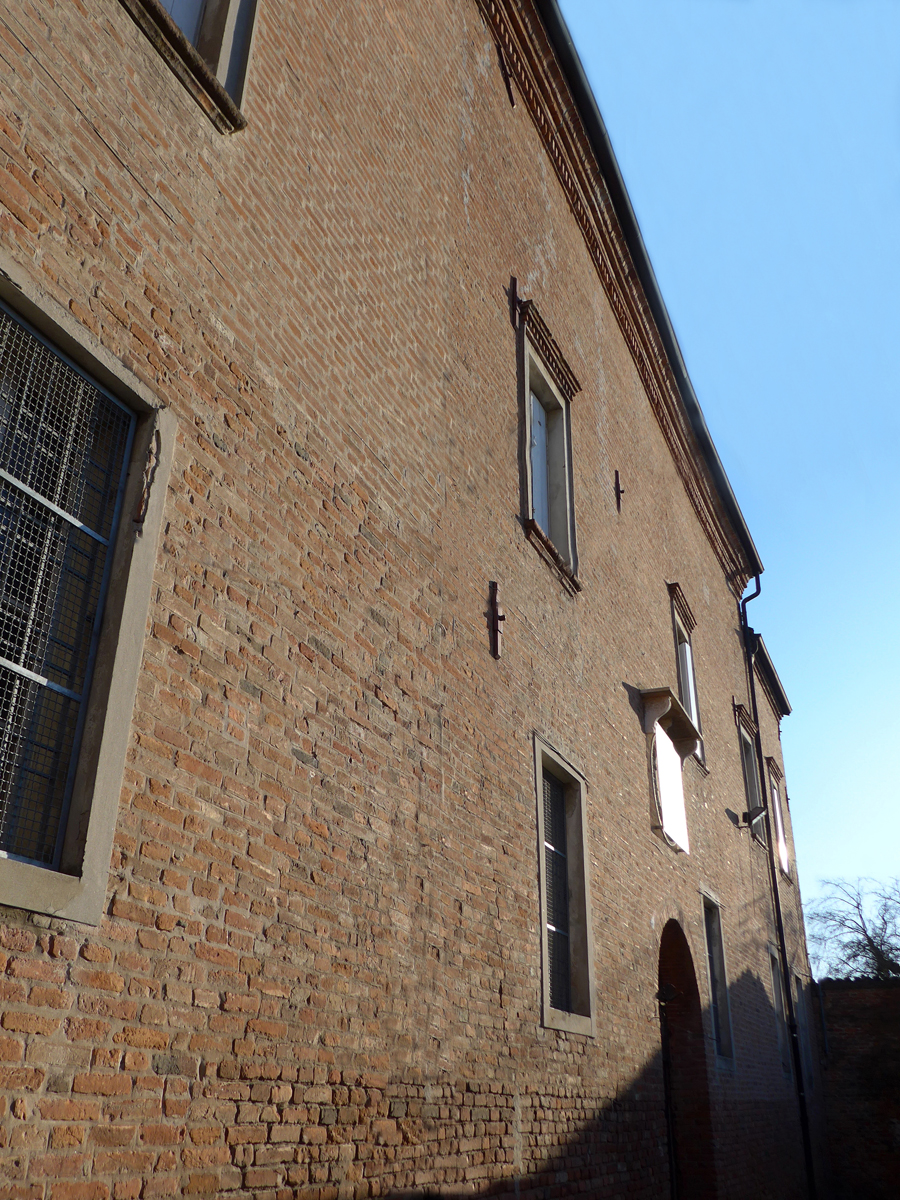
Luzzara, Palazzo della Macina

## Biografia
Passato alla storia come Luigi di Castel Goffredo, era il sesto figlio del nobile condottiero Rodolfo Gonzaga della linea principale dei Gonzaga di Mantova, marchese di Luzzara e signore di Castiglione, Castel Goffredo e Solferino, e di Caterina Pico, sorella del famoso umanista Giovanni Pico della Mirandola.
Aloisio nacque nel feudo di Luzzara, forse nel palazzo della Macina, nel 1494, ma l'anno successivo rimase orfano del padre, morto nella battaglia di Fornovo combattendo contro i Francesi: lui e il fratello maggiore Gianfrancesco gli succedettero in quanto coeredi legittimi (nei feudi Gonzaga all'epoca non vigeva la primogenitura) e testamentari. I due bambini furono affidati alla madre, che morì peraltro assassinata nel 1501, e al cugino Francesco II Gonzaga, marchese di Mantova, che ne tutelò con scrupolo l'ingente patrimonio ereditato, anche contro le mire espansionistiche veneziane, e si prese cura personalmente dell'educazione militare di Aloisio.

### La successione ereditaria
Il testamento di Rodolfo prevedeva che i due fratelli lasciassero indivisi i titoli e i beni del padre fino alla loro maggiore età. Nel 1502 Gianfrancesco e Aloisio vennero investiti congiuntamente dei titoli feudali paterni dall'imperatore Massimiliano I e solo nel 1508 il fratello maggiore venne autorizzato a operare la divisione, poi debitamente sanzionata dall'imperatore. Oltre a vari altri possedimenti minori, a lui stesso toccò Luzzara, con il relativo titolo marchionale, e ad Aloisio le signorie di Castiglione e di Solferino. 
I due giovani erano però anche eredi legali presunti dello zio Ludovico, vescovo eletto di Mantova, in forza di una clausola di successione reciproca in assenza di figli maschi legittimi, che era stata fissata, tra lui e il fratello Rodolfo, dai patti di spartizione dell'eredità paterna, sottoscritti e ratificati dall'imperatore nel 1479. Sennonché, alla propria morte senza figli nel 1511 - violando tale clausola successoria - con un testamento segreto lasciò i domini di Castel Goffredo e Ostiano al nipote Ludovico Gonzaga di Bozzolo, che il 21 gennaio 1511 spedì il suo luogotenente Sebastiano da Este a occupare militarmente Castel Goffredo. Gli abitanti di Castel Goffredo inviarono a Gazzuolo quattro procuratori che giurarono fedeltà al nuovo signore. Nove giorni dopo però, il 30 gennaio, Aloisio cacciò il cugino da Castel Goffredo, grazie all'aiuto del marchese di Mantova Francesco che prese le sue difese, inviando anche truppe armate al comando di Alessio Beccaguto. La causa davanti alla corte imperiale per il possesso del feudo si protrasse sino al 22 settembre 1513, quando a Mantova a palazzo San Sebastiano venne firmato l'accordo sulla spartizione delle terre tra i cugini. Aloisio ebbe per sé il dominio di Castel Goffredo, mentre al fratello toccò il possesso minore di Ostiano.
Cresciuto alla corte di Mantova nel mestiere delle armi, seguendo le orme del padre perito il 6 luglio 1495 nella battaglia di Fornovo, ebbe una vita molto battagliera e gloriosa. Il suo debutto avvenne con Francesco II Gonzaga a fianco degli imperiali contro i veneziani durante la difesa di Asola nell'ottobre del 1515; l'imperatore Massimiliano I d'Asburgo confermò ad Aloisio l'investitura nei suoi feudi e l'imperatore Carlo V approvò la riconferma nel 1521.
Aloisio fu educato anche allo studio delle lettere. Agli inizi del 1516 venne inviato alla corte di Francesco Maria I Della Rovere, duca di Urbino, per affinare l'arte militare e qui rimase sino alla fine di quell'anno.

### Il condottiero

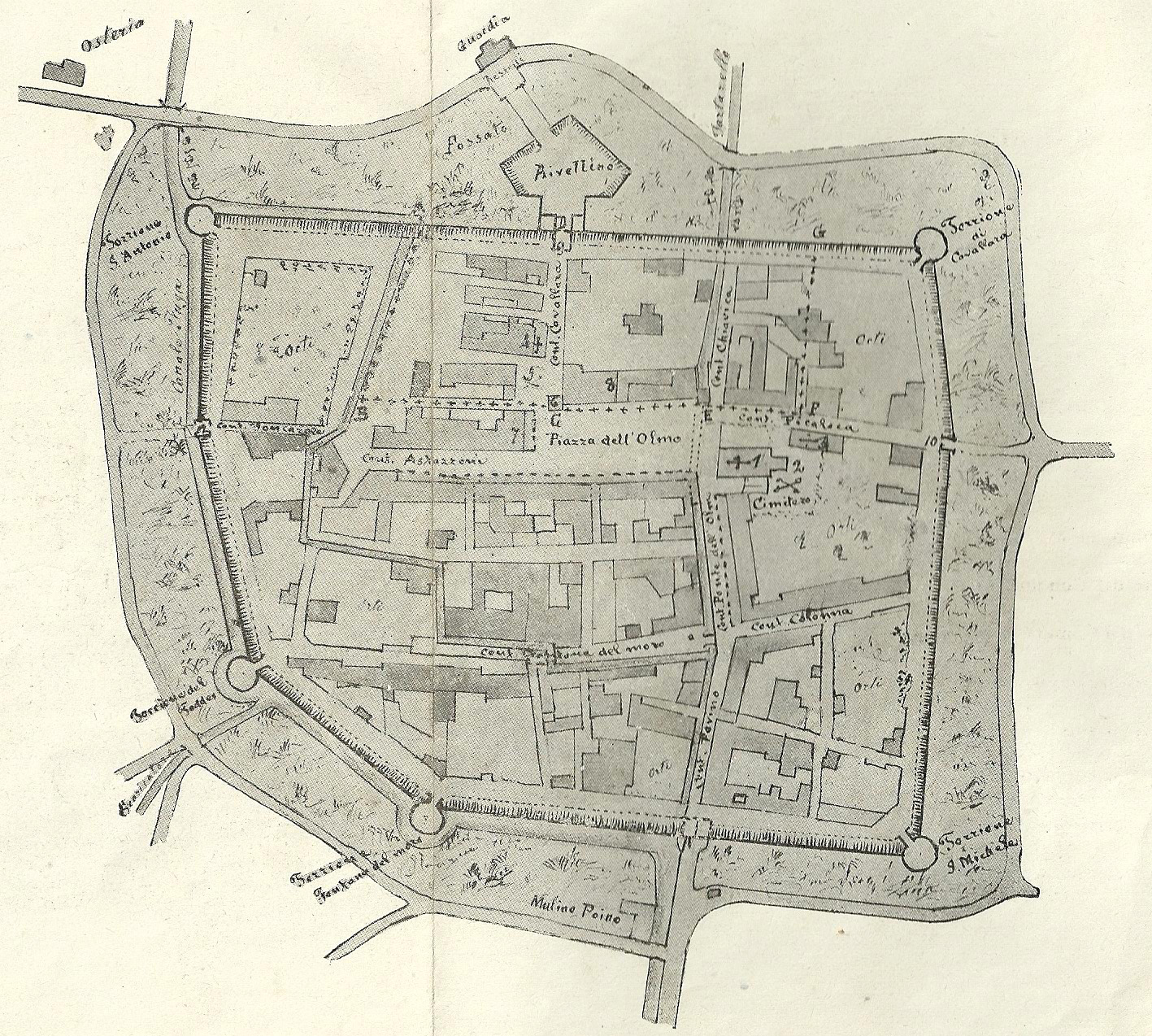
Mappa di Castel Goffredo, città fortezza, agli inizi del Cinquecento

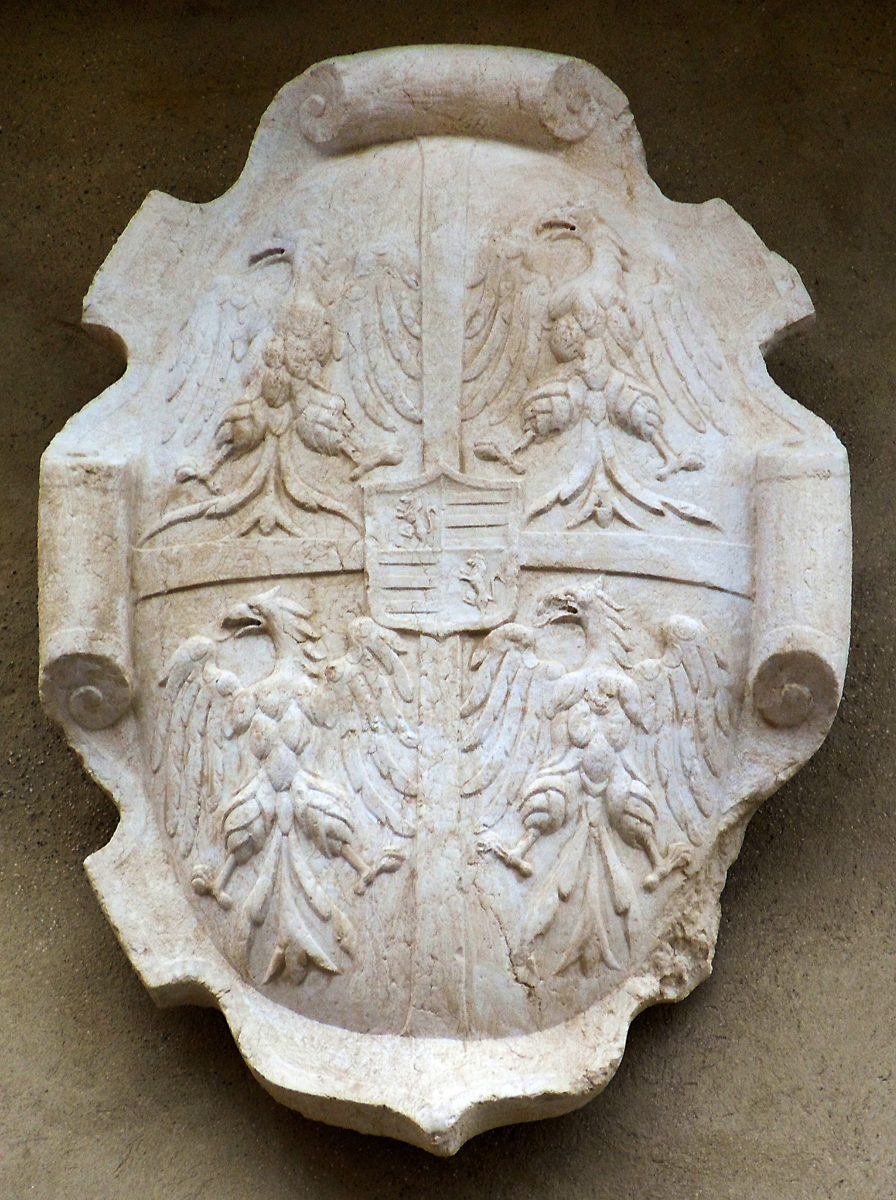
Stemma con l'arma dei Gonzaga, sulla torre civica di Castel Goffredo (XVI secolo)

Sotto la sua signoria, nel 1516 a Castel Goffredo si diede inizio all'edificazione della chiesa parrocchiale intitolata a Sant'Erasmo, forse su fondazione di una chiesa pre-esistente della seconda metà del Quattrocento, dopo che la precedente, situata nel perimetro di Castelvecchio (Castellum vetus), venne abbattuta per fare posto al giardino del principe.
Militò sotto le insegne della Repubblica Veneta e poi sotto quelle dell'imperatore Carlo V che, per la sua fedeltà, lo ricompensò con una pensione annua di 500 ducati. Aloisio ebbe rapporti molto stretti con papa Leone X al tempo in cui il pontefice (1516) requisì il ducato di Urbino per investire il nipote Lorenzo de' Medici. In quell'anno il papa scomunicò Aloisio per essersi impegnato con Francesco Maria I Della Rovere nella difesa di Urbino. Fu proposto alla guardia di Pesaro dal Della Rovere, ma ebbe un alterco col capitano urbinate Ferdinando Spagnolo che rimase ucciso e Aloisio fu costretto a lasciare la città via mare. L'anno seguente la scomunica venne tolta e il Gonzaga venne invitato dal pontefice a partecipare al corteo diretto in Francia in occasione delle nozze (5 maggio 1518, castello di Amboise) del nipote Lorenzo con Maddalena de La Tour d'Auvergne. Dalla Francia, Aloisio passò per un breve periodo in Inghilterra e conobbe il re Enrico VIII.
Alla presenza di papa Leone X, sposò in prime nozze a Mantova il 24 luglio 1519 Ginevra Rangoni, nobile modenese, figlia del conte condottiero Niccolò Maria e sorella del famoso condottiero Guido, dalla quale non ebbe figli. I due sposi si stabilirono inizialmente in città nel palazzo ereditato dal padre Rodolfo e affrescato dal pittore veronese Giovanni Maria Falconetto e frequentarono la corte del cugino Francesco II e della moglie Isabella d'Este. A corte Aloisio conobbe il poeta Matteo Bandello, esule da Milano e ospite dei signori di Mantova, che sarà in seguito suo ospite a Castel Goffredo.
Il 29 maggio 1520 l'imperatore Carlo V, con decreto dato in Norimberga, riconobbe il marchese Aloisio come «proprietario e padrone del feudo imperiale nobile, antico di Castelgoffredo».
Prese parte con l'esercito pontificio contro il re di Francia Francesco I all'assedio di Parma nel 1521 e ivi perse un occhio e rimase ferito a una gamba. Curato dal medico dei Gonzaga Abramo Arié, rimase però guercio e zoppo. Nel 1522 la sua compagnia di cavalleggeri subì una pesante sconfitta a Fiorenzuola ad opera dei francesi. Nel maggio del 1523 accompagnò in Spagna alla corte di Carlo V Ferrante Gonzaga, che iniziava la sua carriera militare al servizio degli imperiali, e nell'occasione Aloisio venne nominato cameriere dell'imperatore.
Nella primavera del 1522 il marchese ebbe modo di conoscere la futura sant'Angela Merici, che si recò nel castello di Aloisio di Solferino dopo aver fatto visita alla tomba della beata Osanna Andreasi, morta nel 1505.

### Il rafforzamento delle mura
Stabilitosi a Castel Goffredo, dal 1520 al 1532 diede inizio al rafforzamento delle fortificazioni del paese, che dotò di possenti torrioni e fossato, e all'abbellimento del suo palazzo (ora Gonzaga-Acerbi) e della loggia con opere pittoriche attribuite ad allievi di Giulio Romano e che diverrà sede della sua corte sfarzosa. Fu il primo dei Gonzaga a fissare la propria dimora in loco. Fece costruire, intorno al 1530, alle porte di Castel Goffredo, la Corte Gambaredolo, destinata a residenza di villeggiatura dei "Gonzaga di Castel Goffredo" e dove, nel 1592, verrà assassinato per motivi ereditari il figlio Alfonso per mano di alcuni sicari del nipote Rodolfo di Castiglione, fratello di San Luigi.
Al suo rientro a Castel Goffredo nel novembre del 1523 fu assunto dai veneziani, che avevano abbandonato i francesi per schierarsi con l'imperatore e il papa. In quel tempo, fu al centro di una contesa cavalleresca, sfociata in una richiesta di duello, tra il conte Ludovico Barbiano da Belgioso, al tempo al soldo della Francia e Aloisio: costui si sentì offeso per un'affermazione in cui venivano dichiarati "poltroni" i militari al servizio di Venezia. Il Barbiano rientrò in Italia nell'aprile 1526 ed il luogo del duello venne scelto a Scandiano, feudo del conte Giovanni Battista Boiardo, parente da parte di madre del Gonzaga. Grazie all'intervento di papa Clemente VII, tramite il marchese di Mantova, e della Repubblica di Venezia, che chiese al duca di Ferrara Alfonso I d'Este di impedire il duello, lo scontro non ebbe luogo.
Dal febbraio 1524 partecipò sotto le insegne della Serenissima agli assedi di Martinengo e Garlasco, dove rimase ferito. Non partecipò direttamente alla battaglia di Pavia, ma il 25 febbraio 1525 incontrò il re Francesco I di Francia, tenuto prigioniero nel castello di Pizzighettone. Aloisio nell'occasione trattò anche la liberazione del parente Federico Gonzaga da Bozzolo, anch'egli prigioniero, per conto della moglie Giovanna Orsini.
Il 20 novembre 1526 assistette al passaggio sulle terre dello Stato gonzaghesco, senza provocare saccheggi, delle truppe dei lanzichenecchi, provenienti da Lonato e Castiglione verso Goito e attraverso il Serraglio mantovano, in marcia verso Roma. Il 25 novembre li combatté a Governolo a fianco dell'amico Giovanni delle Bande Nere, che durante gli scontri rimase gravemente ferito. Trasportato a Mantova nel palazzo di Aloisio, subì l'amputazione della gamba destra ferita da parte del medico dei Gonzaga Abramo Arié e quivi morì il 30 novembre. Nel momento della morte gli era accanto un amico comune, il poeta Pietro Aretino e il suo luogotenente Lucantonio Coppi.
Nel 1528 abbandonò le insegne della Serenissima per passare con gli imperiali e attaccò Lonato e Peschiera al comando di 200 cavalli.
All'arrivo di Carlo V in Italia, Aloisio si recò a Genova per rendergli omaggio e il 21 settembre 1529 ricevette dalle mani dell'imperatore il grado di capitano generale delle truppe cesaree in Italia. Il 5 novembre 1529 partecipò all'ingresso in Bologna e il 24 febbraio 1530 fu presente alla incoronazione del sovrano, a cui seguì il 25 marzo la fastosa cerimonia a Mantova con la consegna della corona ducale a Federico II Gonzaga.

### Alla crociata
Dopo un soggiorno di due anni negli ozi di Castel Goffredo, approssimandosi l'esaurimento delle finanze, nel 1532 riprese le armi recandosi a Linz, in Austria, per partecipare alla crociata contro il sultano turco Solimano indetta dall'imperatore. In quegli anni fu tacciato, poi scagionato, dal barbiere del duca Pier Antonio da Sermide, assieme al cognato Cesare Fregoso, di essere stato il possibile mandante dell'avvelenamento di Francesco Maria I Della Rovere, al tempo capitano generale della Chiesa, morto il 20 ottobre 1538 a Pesaro.

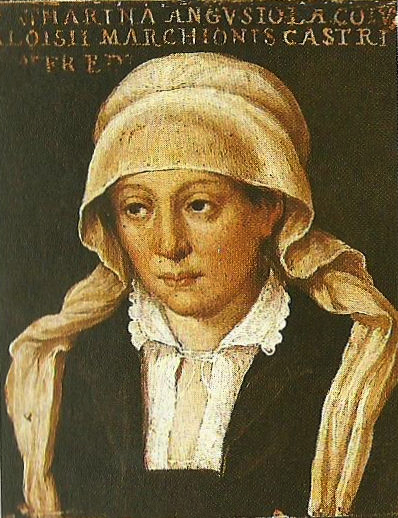
Caterina Anguissola, seconda moglie di Aloisio.

In una lettera datata 13 febbraio 1536 e indirizzata da Aloisio a Pietro Aretino, si fa cenno di un dono di "un paio di calze di seta bianca con oro di sopra" all'amico (per l'amata Pierina Riccia), che, prodotte in loco e inviate anche all'imperatore, costituirono il primo accenno di quell'arte della tessitura, che caratterizzerà l'abitato di Castel Goffredo, sino a diventare la futura "città della calza".
Militò come maestro di campo nel 1536 sotto le insegne imperiali contro i francesi in Piemonte nell'esercito del marchese del Vasto Alfonso III d'Avalos, al comando di Antonio de Leyva e dopo la campagna del 1537, che culminò con l'assedio e la resa di Cherasco e la conseguente tregua di Nizza del 1538, Aloisio, al culmine della carriera militare, si ritirò stabilmente a Castel Goffredo. La sua salute era precaria a causa delle numerose ferite e della gotta, che lo costrinse a trascorrere gli ultimi anni di vita su una sedia.
Rimasto vedovo di Ginevra e senza eredi nel 1540, si risposò nello stesso anno con la contessa Caterina Anguissola, figlia del conte Giovanni Giacomo di Piacenza e vedova di Andrea Borgo di Cremona, dalla quale ebbe tre figli maschi. Il suo matrimonio lo portò a inimicarsi, in seguito, la potente famiglia dei Farnese, essendo suo cognato Giovanni Anguissola, Agostino Landi e lo stesso Aloisio,  implicati nella congiura che portò alla morte del duca di Parma e Piacenza Pier Luigi Farnese nel 1547. Tra i congiurati figuravano anche i fratelli Alessandro e Camillo Pallavicino assieme al conte Gianluigi Confalonieri.
(Lorenzo Molossi, Vocabolario topografico dei ducati di Parma, Piacenza e Guastalla, Parma, dalla tipografia ducale, 1832-1834, pp. 317-318.)
Dopo la morte del Farnese, alla fine del 1547, Aloisio mise a disposizione di Ferrante I Gonzaga, al tempo governatore del Ducato di Milano, la sua esperienza militare per consegnare agli imperiali il nemico Piero Strozzi.
Aloisio risiedette prima ad Alessandria e successivamente a Vercelli, dove si ammalò gravemente di gotta, e fu costretto, nel 1540, a ritirarsi definitivamente a Castel Goffredo. In questo anno Aloisio autorizzò il banchiere ebreo De Norsa all'apertura nel paese di un banco di prestito.

### La corte di Castel Goffredo

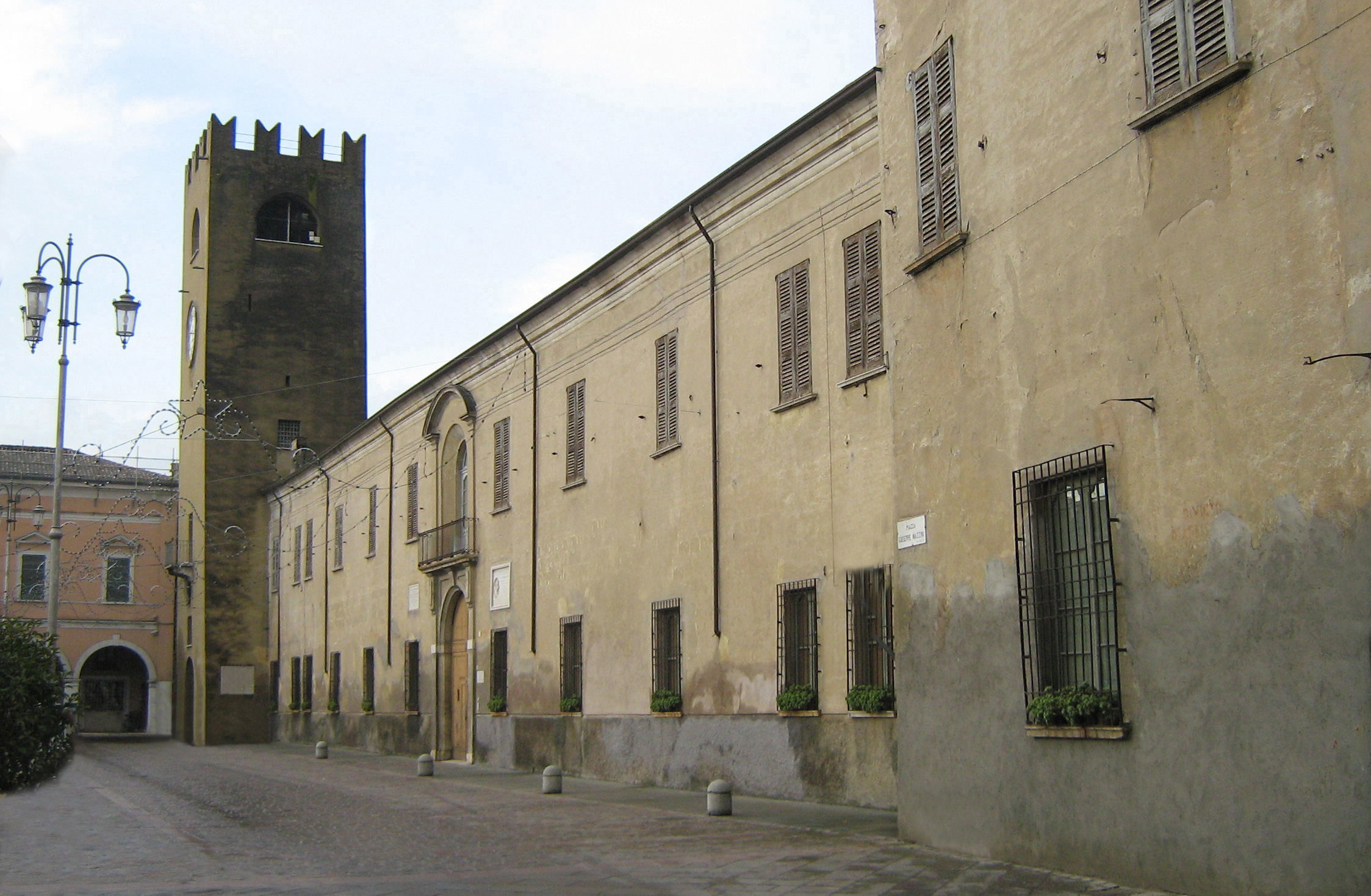
Castel Goffredo, Palazzo Gonzaga-Acerbi.

Giovane di rango, fu erudito nell'arte e nelle lettere, come da tradizione della famiglia della madre Pico della Mirandola, Aloisio si dilettava nella scrittura e nella composizione di commedie, che regolarmente faceva avere a Federico, marchese e poi duca di Mantova, delle quali non ci è pervenuta copia. Conosciuto per questo dagli scrittori contemporanei, pare che Ludovico Ariosto l'abbia citato nell'Orlando furioso, accomunandolo all'"altro Luigi" (Luigi Gonzaga "Rodomonte"):
(Ludovico Ariosto, Orlando furioso, Canto XXXVII, 8)
Fu buon amministratore e perfezionò gli ordinamenti giuridici territoriali. Venne ricordato come uno dei signori più amati dal popolo castellano.
Amante dei piaceri della vita, fece della sua corte sfarzosa un centro di cultura ospitando personaggi illustri, tra cui il capitano imperiale Luigi Gonzaga "Rodomonte", il poeta Pietro Aretino nel 1536, dal 1538 al 1541 lo scrittore Matteo Bandello (che divenne suo segretario e qui conobbe Lucrezia Gonzaga di Gazzuolo e sua sorella Isabella) con Cesare Fregoso, Costanza Rangoni e i loro figli. Probabilmente il Bandello raccontò a corte del grande carnevale di Verona e di Tommaso da Vico, che davanti alla basilica di San Zeno distribuiva cibarie al popolo affamato; da qui forse ebbe inizio la tradizione del carnevale di Castel Goffredo.
Frequentarono la corte anche Paolo Battista Fregoso, militare parente di Cesare, l'ambasciatore Antonio Rincon lo studioso di chiromanzia frate Patrizio Tricasso da Ceresara e il poeta Vincenzo Barsio detto "Mantovano", che dedicò ad Aloisio il poema latino Alba, il diplomatico conte Agostino Landi, Costanza Gonzaga di Novellara e Cornelia Malaspina, nota per essere stata l'amante in Italia di Francisco de Los Cobos, segretario di Stato dell'imperatore Carlo V, e che venne anche nominata da Matteo Bandello.
Aloisio Gonzaga si cimentò in diversi tornei e combattimenti contro suoi avversari ed era considerato, all'epoca, un'autorità in materia di duelli. Forse, inoltre, incaricò la scuola di Giulio Romano di affrescare la sua domus: rimangono ancora oggi nella loggia del palazzo testimonianze pittoriche importanti di quel periodo.

### La visita di Carlo V

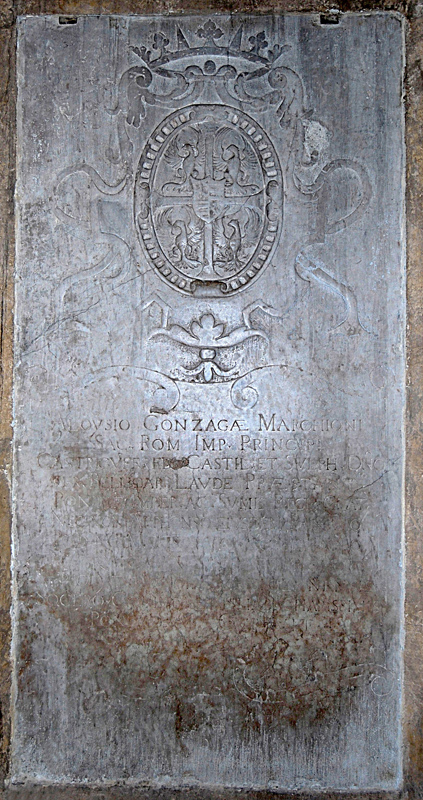
Santuario delle Grazie, lapide ad Aloisio e Alfonso Gonzaga (1595)

Storico fu l'incontro che avvenne con l'imperatore Carlo V (che scherzosamente lo chiamava "vecchia volpe italiana"): il 28 giugno 1543 fu ospite col suo seguito di Aloisio a Castel Goffredo per l'intera giornata e ottenne le chiavi della fortezza. Il sovrano, accompagnato dal Governatore di Milano Alfonso III d'Avalos, incontrò in quella data nel castello di Medole anche Ferrante Gonzaga, il cardinale Ercole Gonzaga e Margherita Paleologa (moglie di Federico II), per legittimare la duplice investitura nei titoli di Duca di Mantova e Marchese del Monferrato di Francesco Gonzaga, figlio di Margherita e Federico, oltre a concordare le sue future nozze con Caterina d'Austria, nipote dell'imperatore. In un manoscritto anonimo si legge:

### L'epilogo
Governò i suoi feudi con equità e rigore, soprattutto nei confronti dei viziosi. Un suo contemporaneo lo definì 
Aloisio Gonzaga morì a Castel Goffredo il 19 luglio 1549 all'età di 55 anni e lasciò nel dolore i suoi sudditi. Fu sepolto inizialmente nella chiesa di Santa Maria del Consorzio in Castelvecchio, in una stanza fatta erigere da lui personalmente e dentro una cassa nella quale si era spesso misurato. Nel 1595 Ippolita Maggi, sua nuora, fece riesumare e tumulare la salma nel Santuario della Madonna delle Grazie presso Mantova insieme al marito Alfonso: una lapide in marmo bianco all'interno ne ricorda l'evento.
Lasciò i tre figli in tenera età sotto la tutela del cardinale Ercole Gonzaga e per disposizione testamentaria datata 6 giugno 1548 avvenne la spartizione del feudo: ad Alfonso toccò Castel Goffredo, a Ferrante Castiglione e a Orazio Solferino, oltre a cospicui possedimenti terrieri, tra cui il Palazzo Secco-Pastore e Corte San Lazzaro a San Martino Gusnago.

## Discendenza
Aloisio e Caterina ebbero tre figli:
- Alfonso (1541–1592), primogenito, divenne marchese di Castel Goffredo. Morì assassinato da sicari del nipote Rodolfo a corte Gambaredolo;[19]
- Ferrante (o Ferdinando I) (1544–1586), divenne il primo marchese di Castiglione[155] e capostipite dei Gonzaga di Castiglione, estinti nel 1723. Fu il padre di san Luigi;[19]
- Orazio (1545–1587), divenne il primo marchese di Solferino[156][N 13] e capostipite dei Gonzaga di Solferino, estinti nel 1680.[19]

## Ascendenza
|                        |                 |                        | Genitori                  |  |  | Nonni |  |  | Bisnonni              |  |  | Trisnonni           |  |
|                        |                 |                        |                           |  |  |       |  |  | Gianfrancesco Gonzaga |  |  | Francesco I Gonzaga |  |
|                        |                 |                        |                           |  |  |       |  |  | Gianfrancesco Gonzaga |  |  | Francesco I Gonzaga |  |
|                        |                 | Margherita Malatesta   |                           |  |  |       |  |  | Gianfrancesco Gonzaga |  |  |                     |  |
| Ludovico II Gonzaga    |                 |                        |                           |  |  |       |  |  | Gianfrancesco Gonzaga |  |  |                     |  |
|                        |                 | Paola Malatesta        | Malatesta IV Malatesta    |  |  |       |  |  |                       |  |  |                     |  |
|                        |                 | Paola Malatesta        | Malatesta IV Malatesta    |  |  |       |  |  |                       |  |  |                     |  |
|                        |                 | Paola Malatesta        | Elisabetta da Varano      |  |  |       |  |  |                       |  |  |                     |  |
| Rodolfo Gonzaga        |                 | Paola Malatesta        |                           |  |  |       |  |  |                       |  |  |                     |  |
|                        |                 | Giovanni l'Alchimista  | Federico I di Brandeburgo |  |  |       |  |  |                       |  |  |                     |  |
|                        |                 | Giovanni l'Alchimista  | Federico I di Brandeburgo |  |  |       |  |  |                       |  |  |                     |  |
|                        |                 | Giovanni l'Alchimista  | Elisabetta di Baviera     |  |  |       |  |  |                       |  |  |                     |  |
| Barbara di Brandeburgo |                 | Giovanni l'Alchimista  |                           |  |  |       |  |  |                       |  |  |                     |  |
|                        |                 | Barbara di Sassonia    | Rodolfo III di Sassonia   |  |  |       |  |  |                       |  |  |                     |  |
|                        |                 | Barbara di Sassonia    | Rodolfo III di Sassonia   |  |  |       |  |  |                       |  |  |                     |  |
|                        |                 | Barbara di Sassonia    | Barbara di Legnica        |  |  |       |  |  |                       |  |  |                     |  |
| Aloisio Gonzaga        |                 | Barbara di Sassonia    |                           |  |  |       |  |  |                       |  |  |                     |  |
|                        | Giovanni I Pico | Francesco II Pico      |                           |  |  |       |  |  |                       |  |  |                     |  |
|                        | Giovanni I Pico | Francesco II Pico      |                           |  |  |       |  |  |                       |  |  |                     |  |
|                        | Giovanni I Pico | ...                    |                           |  |  |       |  |  |                       |  |  |                     |  |
| Gianfrancesco I Pico   | Giovanni I Pico |                        |                           |  |  |       |  |  |                       |  |  |                     |  |
|                        |                 | Caterina Bevilacqua    | Guglielmo Bevilacqua      |  |  |       |  |  |                       |  |  |                     |  |
|                        |                 | Caterina Bevilacqua    | Guglielmo Bevilacqua      |  |  |       |  |  |                       |  |  |                     |  |
|                        |                 | Caterina Bevilacqua    | Taddea Tarlati            |  |  |       |  |  |                       |  |  |                     |  |
| Caterina Pico          |                 | Caterina Bevilacqua    |                           |  |  |       |  |  |                       |  |  |                     |  |
|                        |                 | Feltrino Boiardo       | Matteo Boiardo            |  |  |       |  |  |                       |  |  |                     |  |
|                        |                 | Feltrino Boiardo       | Matteo Boiardo            |  |  |       |  |  |                       |  |  |                     |  |
|                        |                 | Feltrino Boiardo       | Bernardina Lambertini     |  |  |       |  |  |                       |  |  |                     |  |
| Giulia Boiardo         |                 | Feltrino Boiardo       |                           |  |  |       |  |  |                       |  |  |                     |  |
|                        |                 | Guiduccia da Correggio | Gherardo VI da Correggio  |  |  |       |  |  |                       |  |  |                     |  |
|                        |                 | Guiduccia da Correggio | Gherardo VI da Correggio  |  |  |       |  |  |                       |  |  |                     |  |
|                        |                 | Guiduccia da Correggio | …                         |  |  |       |  |  |                       |  |  |                     |  |
|                        |                 | Guiduccia da Correggio |                           |  |  |       |  |  |                       |  |  |                     |  |

## Genealogia
|            |            |                                             |                                             |                 |                           |                           |                     |                     |                     |       |       |        |                     |                          |                          |                     |                     |                                   |                                   |                       |                       |
|            |            |                                             |                                             |                 |                           |                           |                     |                     | Rodolfo (1452-1495) |       |       |        |                     |                          |                          |                     |                     |                                   |                                   |                       |                       |
|            |            |                                             |                                             |                 |                           |                           |                     |                     |                     |       |       |        |                     |                          |                          |                     |                     |                                   |                                   |                       |                       |
|            |            |                                             |                                             |                 |                           |                           |                     |                     |                     |       |       |        |                     |                          |                          |                     |                     |                                   |                                   |                       |                       |
|            |            |                                             |                                             |                 | Gianfrancesco (1488-1525) | Gianfrancesco (1488-1525) |                     |                     |                     |       |       |        | Aloisio (1494-1549) | Aloisio (1494-1549)      |                          |                     |                     |                                   |                                   |                       |                       |
|            |            |                                             |                                             |                 |                           |                           |                     |                     |                     |       |       |        |                     |                          |                          |                     |                     |                                   |                                   |                       |                       |
|            |            |                                             |                                             |                 |                           |                           |                     |                     |                     |       |       |        |                     |                          |                          |                     |                     |                                   |                                   |                       |                       |
|            |            |                                             |                                             |                 | Ramo di Luzzara ·         | Ramo di Luzzara ·         | Alfonso (1541-1592) | Alfonso (1541-1592) |                     |       |       |        |                     |                          |                          | Orazio (1545-1587)  | Orazio (1545-1587)  |                                   | Ferrante (1544-1586)              | Ferrante (1544-1586)  |                       |
|            |            |                                             |                                             |                 |                           |                           |                     |                     |                     |       |       |        |                     |                          |                          |                     |                     |                                   |                                   |                       |                       |
|            |            |                                             |                                             |                 |                           |                           |                     |                     |                     |       |       |        |                     |                          |                          |                     |                     |                                   |                                   |                       |                       |
| Ferdinando | Ferdinando | Caterina 1 sp. Carlo Trivulzio (1574-1615?) | Caterina 1 sp. Carlo Trivulzio (1574-1615?) | Giulia (1576-?) | Giulia (1576-?)           | Ginevra (1578-?)          | Ginevra (1578-?)    | Giovanna            | Giovanna            | Maria | Maria | Luigia | Luigia              | Luigi (naturale, 1550-?) | Luigi (naturale, 1550-?) | Ramo di Solferino · | Ramo di Solferino · | Rodolfo (1569-1593)               | Rodolfo (1569-1593)               | Francesco (1577-1616) | Francesco (1577-1616) |
|            |            |                                             |                                             |                 |                           |                           |                     |                     |                     |       |       |        |                     |                          |                          |                     |                     |                                   |                                   |                       |                       |
|            |            |                                             |                                             |                 |                           |                           |                     |                     |                     |       |       |        |                     |                          |                          |                     |                     |                                   |                                   |                       |                       |
|            |            |                                             |                                             |                 |                           |                           |                     |                     |                     |       |       |        |                     |                          |                          |                     |                     | Ramo di Castel Goffredo (estinto) | Ramo di Castel Goffredo (estinto) | Ramo di Castiglione · | Ramo di Castiglione · |

## Edifici, residenze e proprietà di Aloisio Gonzaga
- Palazzo di Aloisio Gonzaga a Mantova, ora Archivio di Stato, è situato nel centro storico della città ed è sormontato dalla Torre dei Gambulini. In questo edificio, il 30 novembre 1526, morì il condottiero Giovanni dalle Bande Nere;[157]
- Palazzo Gonzaga-Acerbi e Torrazzo a Castel Goffredo, furono dal 1511 residenza di Aloisio Gonzaga, che ne fece una corte sfarzosa;[158]
- Corte Gambaredolo, alle porte di Castel Goffredo, voluta da Aloisio nei primi decenni del Cinquecento, era la residenza estiva dei "Gonzaga di Castel Goffredo". Qui, il 6 maggio 1592, venne assassinato Alfonso Gonzaga, primogenito di Aloisio, per motivi ereditari da sicari del nipote Rodolfo Gonzaga, marchese di Castiglione;[159]
- Chiesa di Santa Maria del Consorzio a Castel Goffredo, era il mausoleo dei "Gonzaga di Castel Goffredo" voluto da Aloisio Gonzaga. Accolse le sue spoglie e quelle del figlio Alfonso;[160]
- Palazzo Gonzaga-Guerrieri a Volta Mantovana, edificato nel 1450 per volere del marchese di Mantova Ludovico II Gonzaga, passò in eredità al figlio Rodolfo e quindi ad Aloisio che lo donò nel 1515 a Ludovico Guerrieri;[161]
- Palazzo Secco-Pastore a San Martino Gusnago, fu edificato nella seconda metà del XV secolo su progetto dell'architetto Luca Fancelli. Agli inizi del Cinquecento pervenne ad Aloisio, che lo passò in eredità al figlio Orazio, marchese di Solferino;[162]
- Corte San Lazzaro a San Martino Gusnago, edificata nella prima metà del XVI secolo, appartenne ad Aloisio Gonzaga e passò in eredità al terzogenito Orazio;[154]
- Convento di Santa Maria a Castiglione delle Stiviere, fondato dall'eremita padre Girolamo Redini nel 1496, dopo il suo abbandono da parte della Congregazione degli eremiti di Santa Maria in Gonzaga nei primi anni del Cinquecento fu rimaneggiato da Aloisio, che ne fece quindi dono nel 1534 ai Frati Minori di San Francesco;[163]
- Chiesa dei Disciplini a Castiglione delle Stiviere, fatta erigere da Aloisio nella prima metà del Cinquecento;[164]
- Corte Villabona a Villabona di Goito, passò in proprietà ad Aloisio, che la cedette nel 1519 a Ferrante I Gonzaga, conte di Guastalla;[165]
- Castello di Solferino, antica roccaforte risalente al XVI secolo;[166][167]
- estese proprietà di terreni per un totale di 670 bioche con vecchio castello in Solferino acquistati nel 1515.[104]

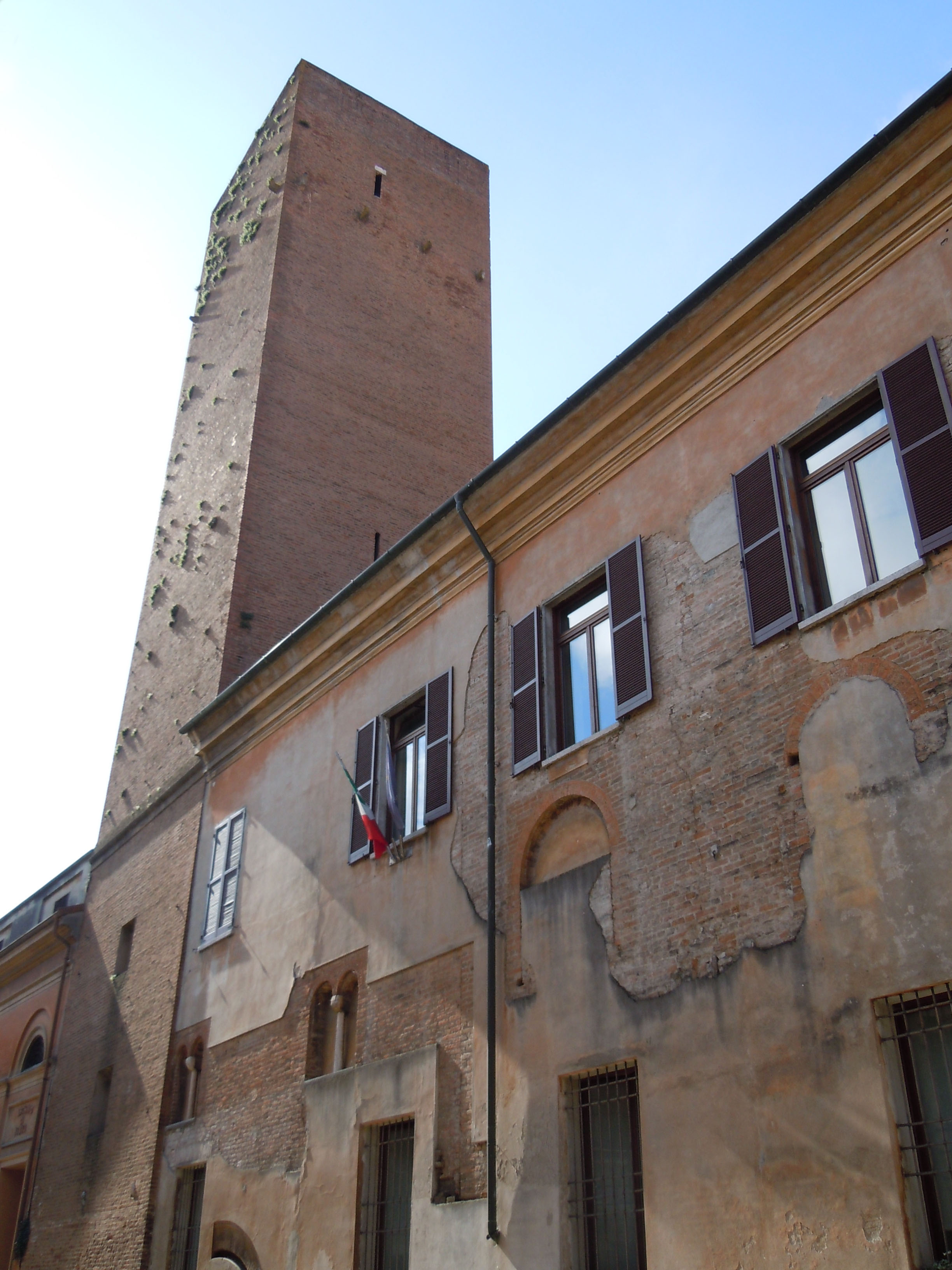
Mantova via Ardigò, Palazzo di Aloisio Gonzaga, con torre dei Gambulini
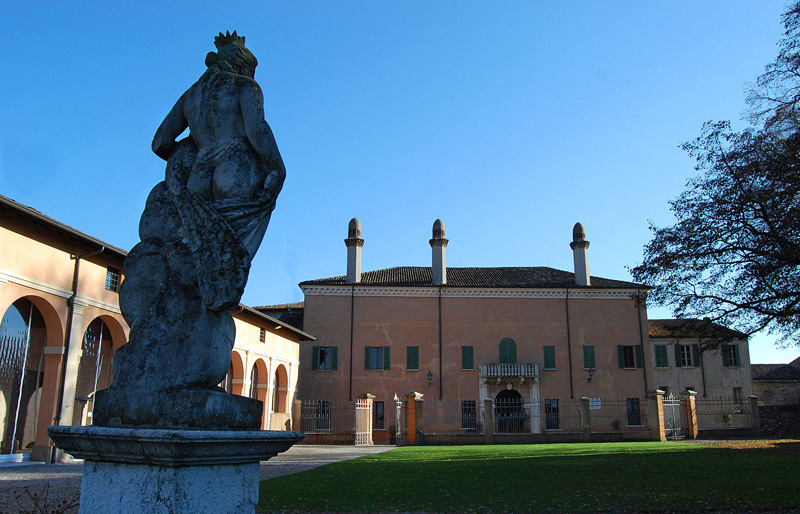
Volta Mantovana, Palazzo Gonzaga-Guerrieri, donato da Aloisio nel 1515 a Ludovico Guerrieri
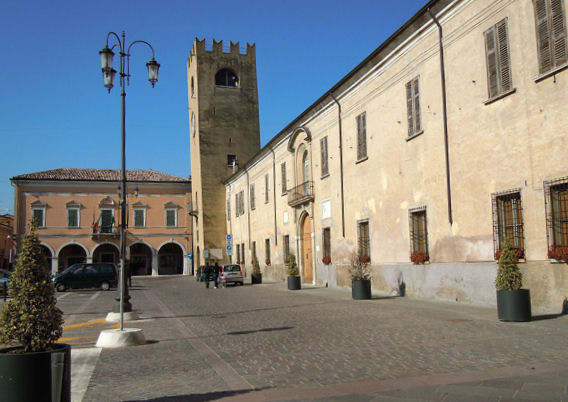
Castel Goffredo, Palazzo Gonzaga-Acerbi
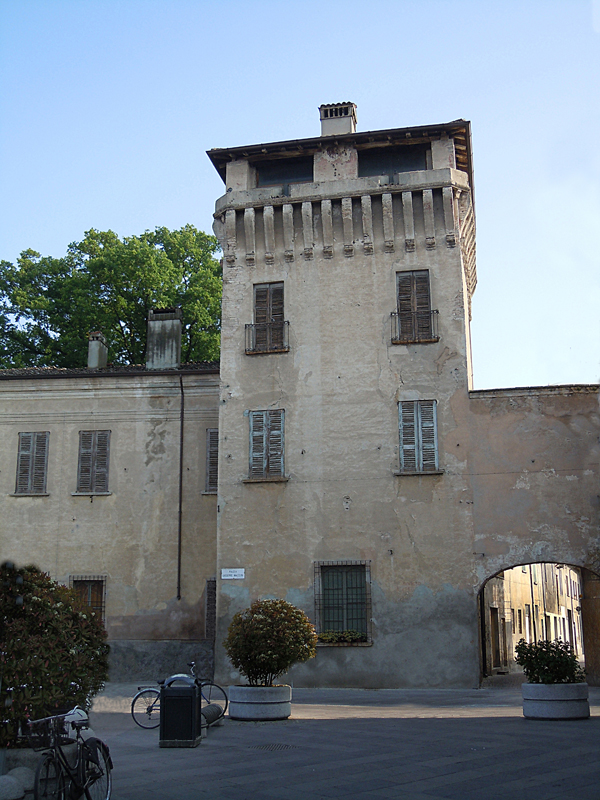
Castel Goffredo, il Torrazzo
Gambaredolo, Corte Gambaredolo, residenza estiva dei "Gonzaga di Castel Goffredo"
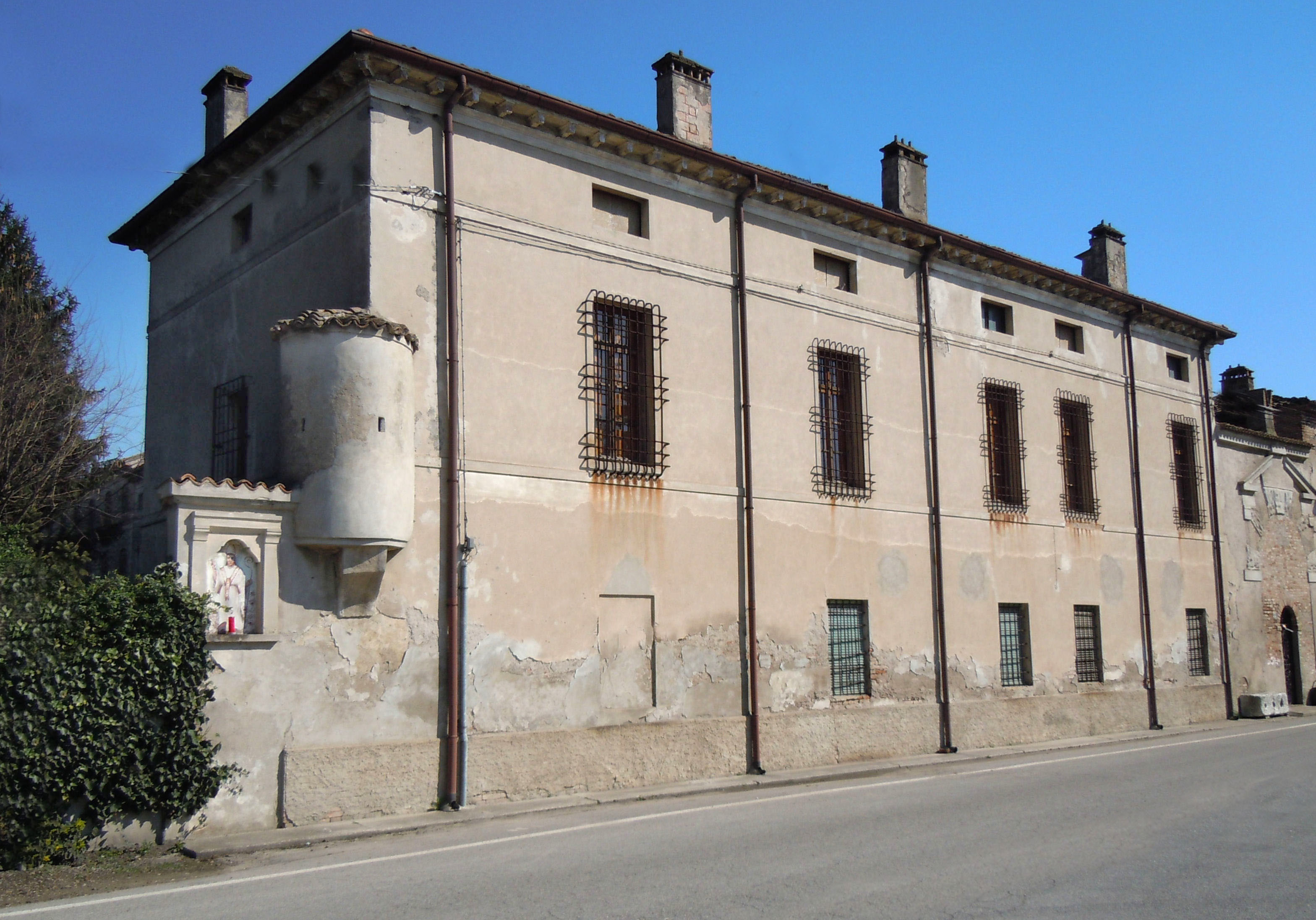
San Martino Gusnago, Corte San Lazzaro, appartenuta ad Aloisio Gonzaga
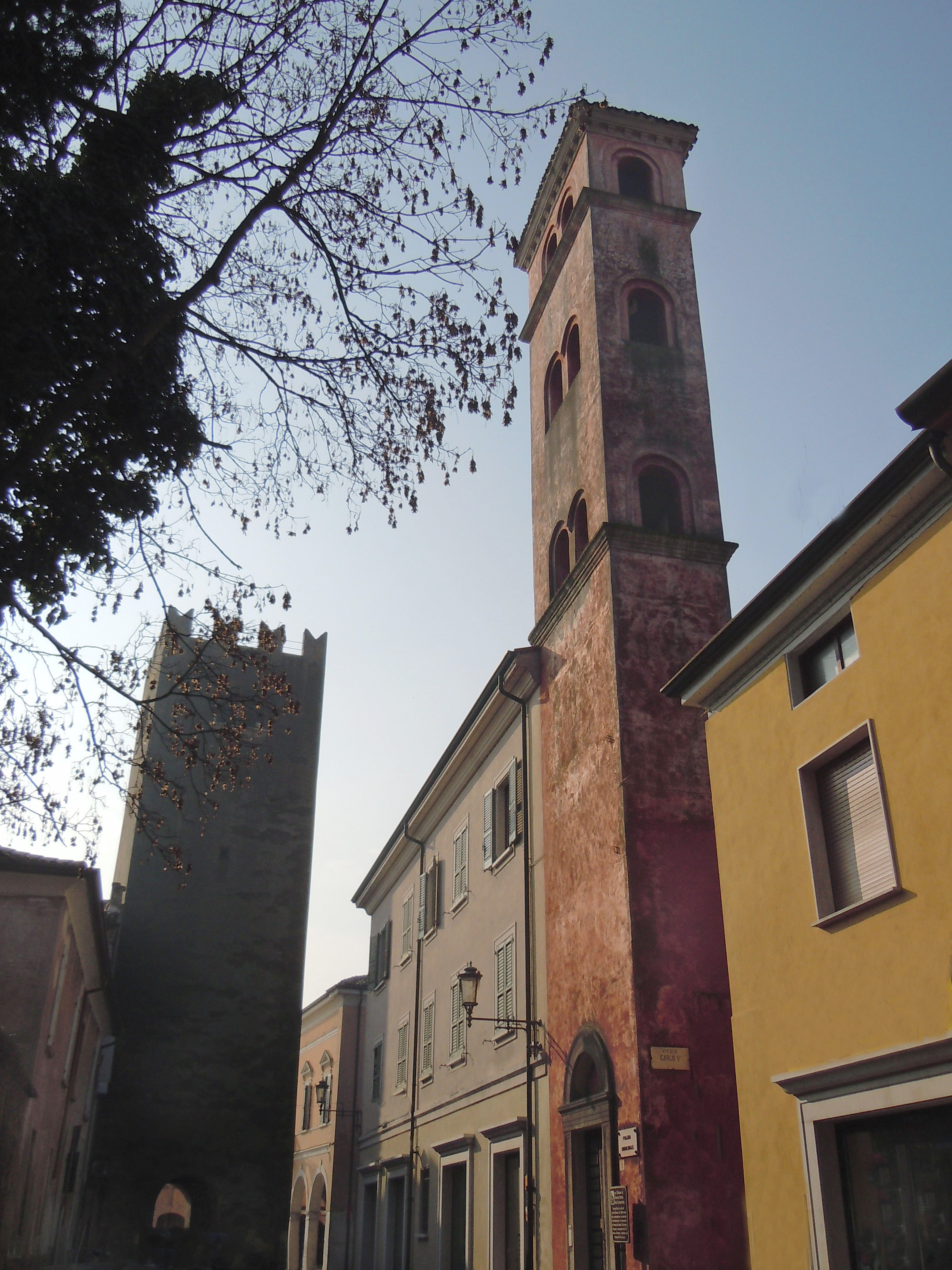
Castel Goffredo, il campanile della Chiesa di Santa Maria del Consorzio, sulla destra, mausoleo dei "Gonzaga di Castel Goffredo"
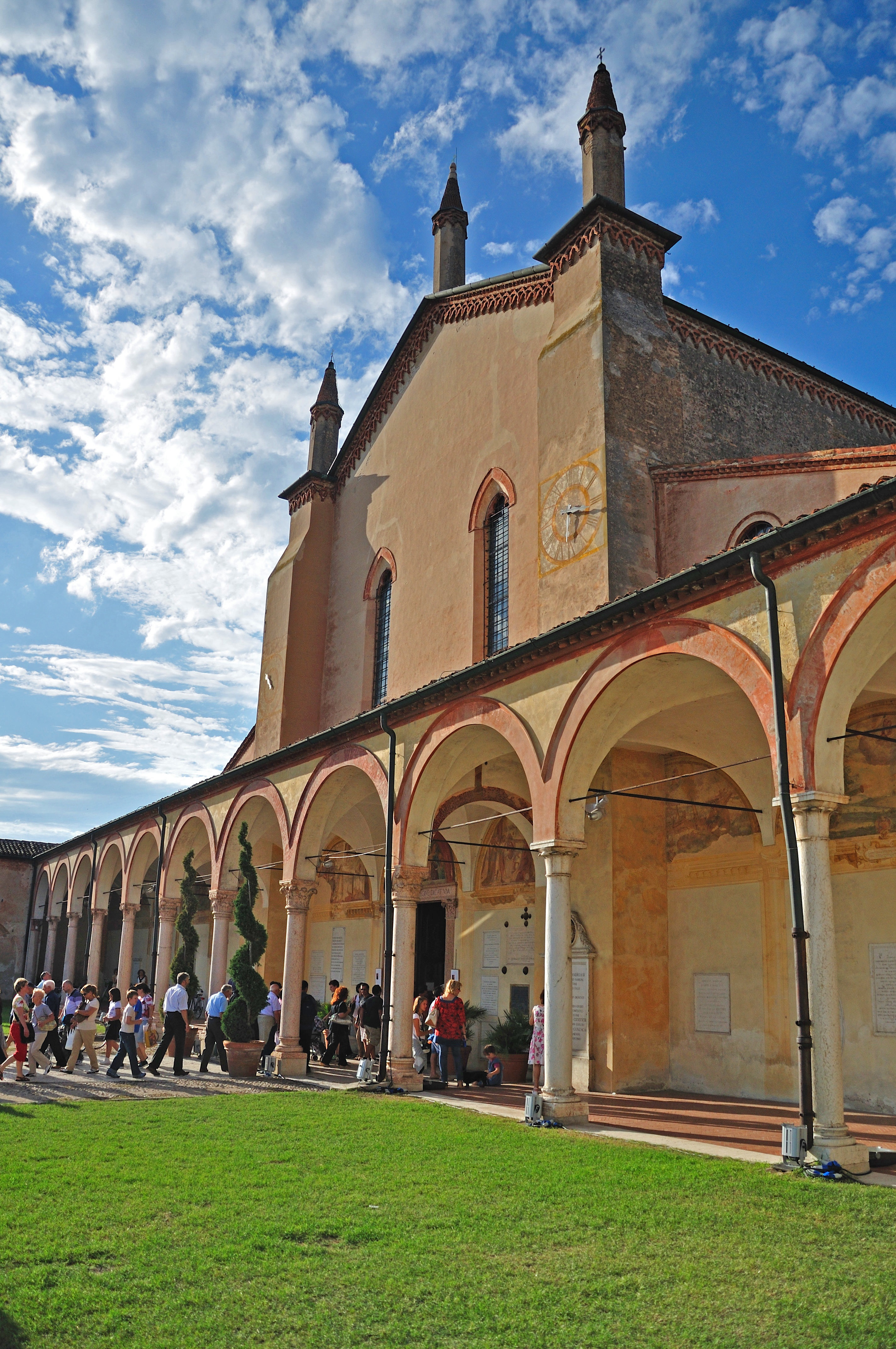
Curtatone, Santuario della Beata Vergine delle Grazie, luogo di sepoltura
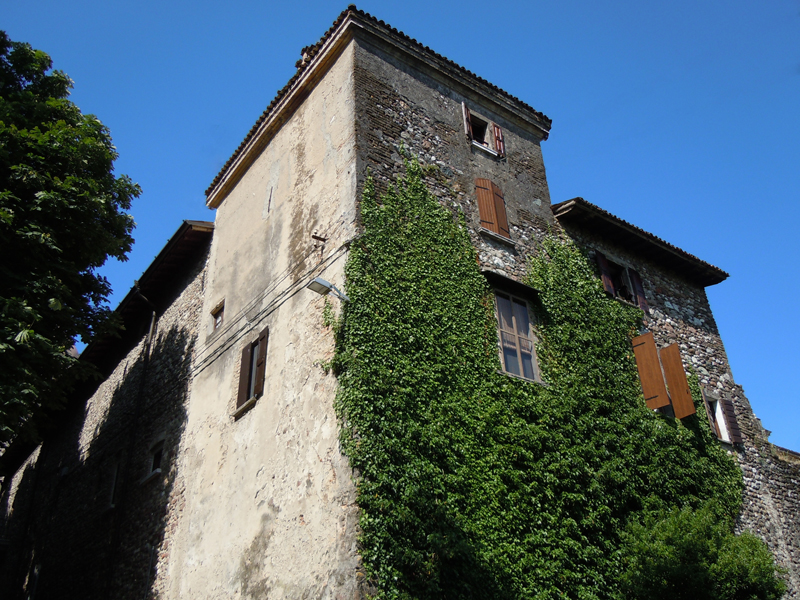
Castello di Solferino
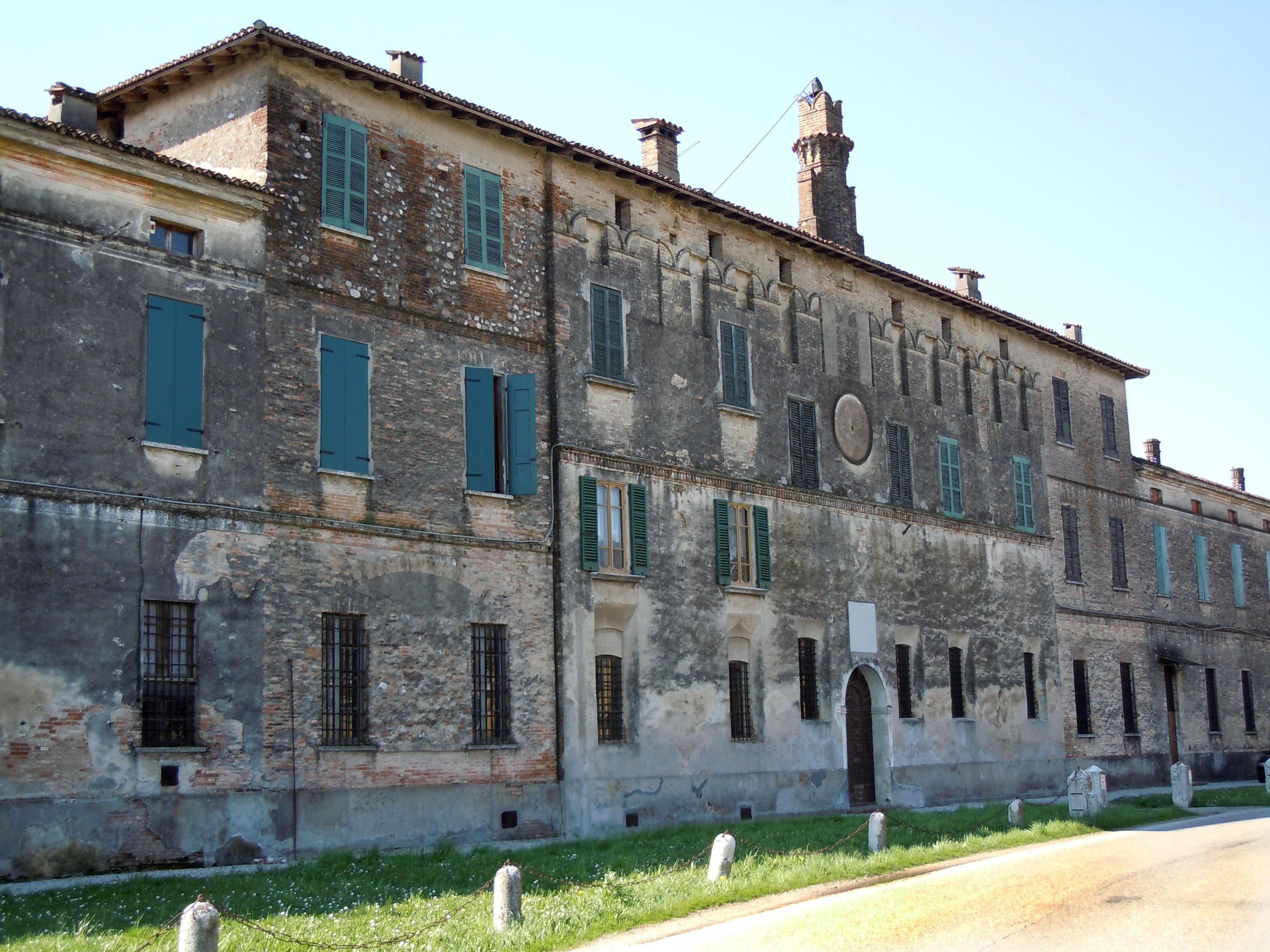
San Martino Gusnago, Palazzo Secco-Pastore
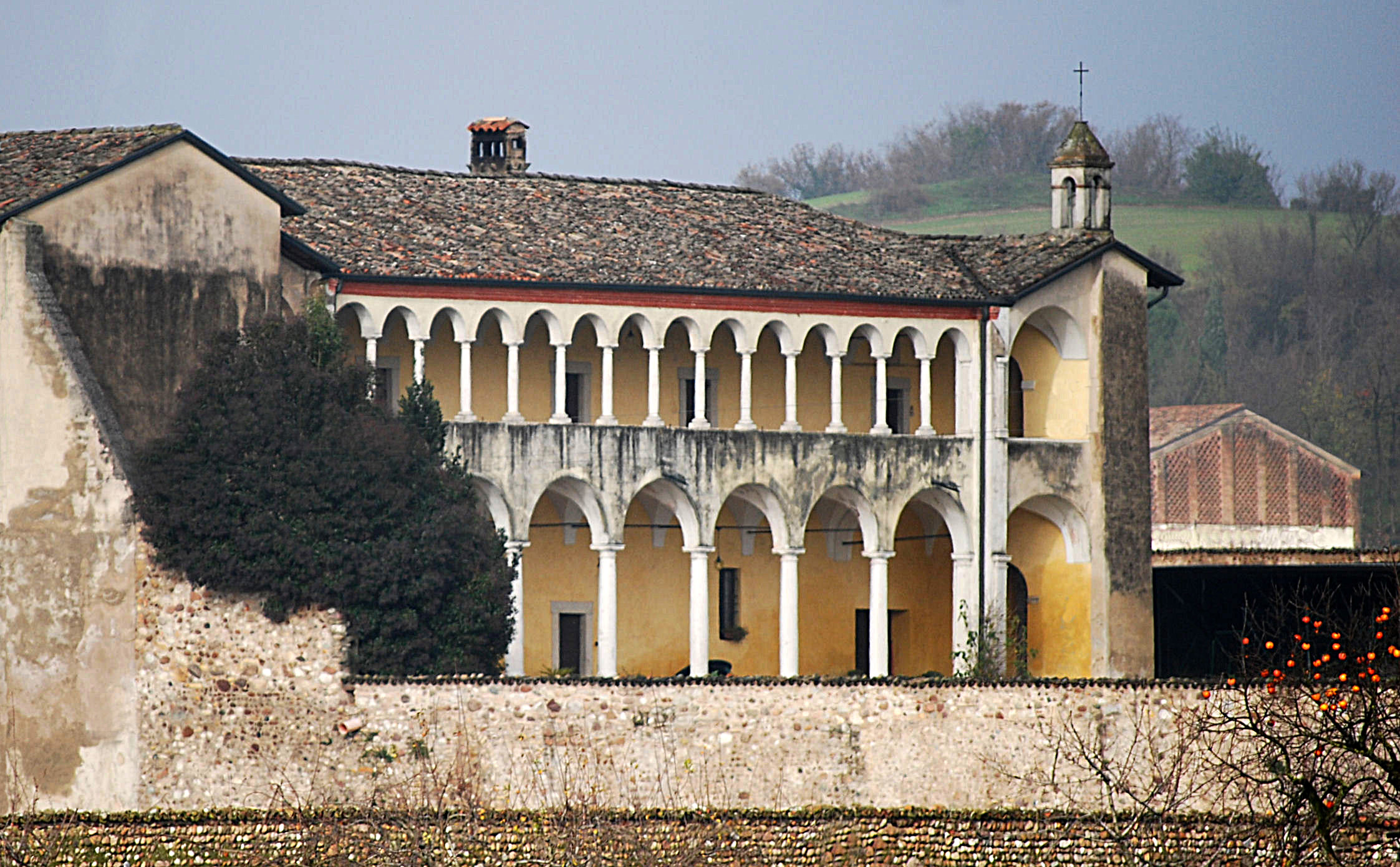
Castiglione delle Stiviere, Convento di Santa Maria
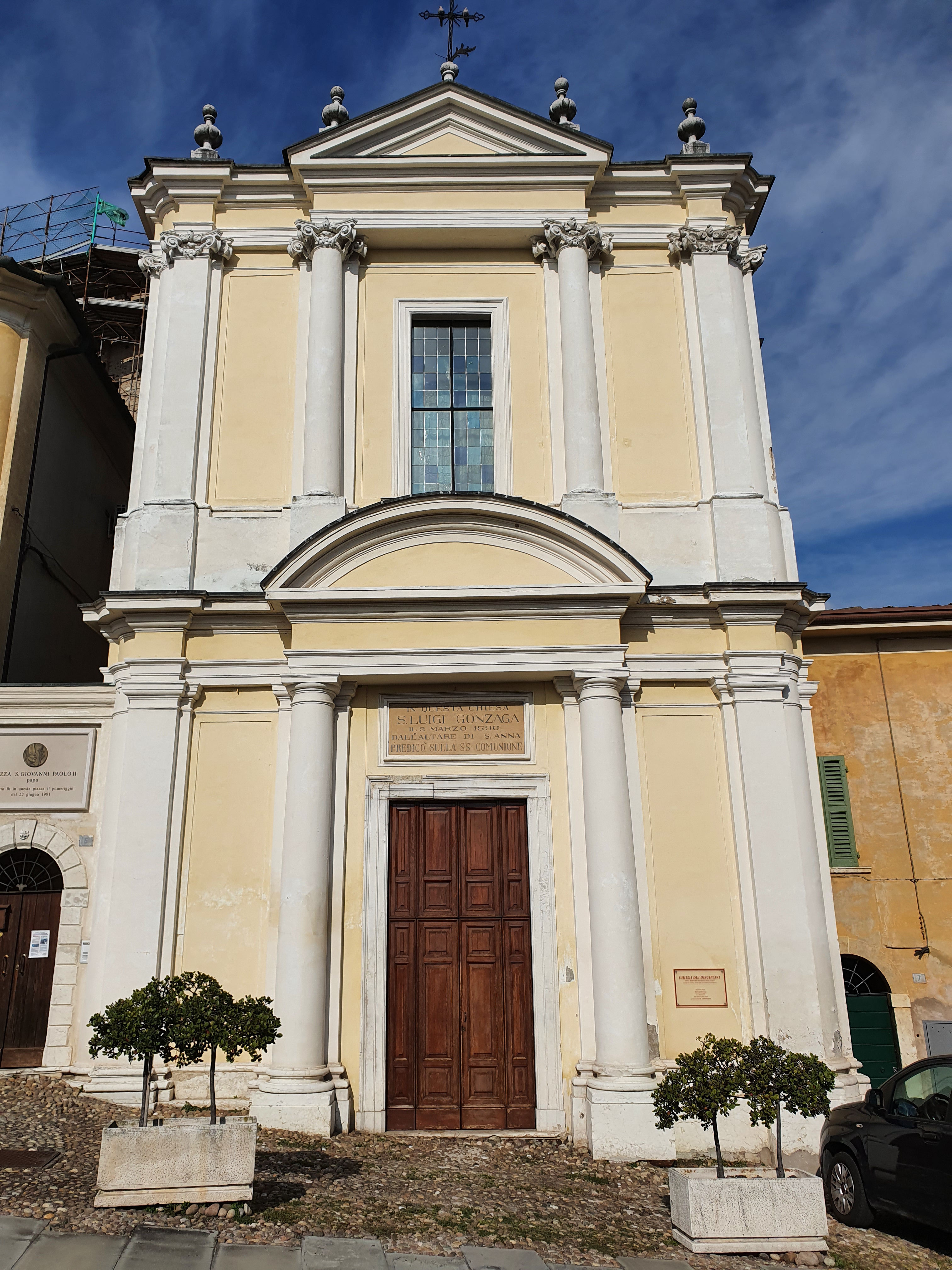
Castiglione delle Stiviere, Chiesa dei Disciplini

## Epigrafi aloysiane a Castel Goffredo
Aloisio Gonzaga ha lasciato testimonianza del suo marchesato in alcune epigrafi presenti a Castel Goffredo.
Queste sono murate sui fianchi della torre civica ed erano anticamente collocate sul rivellino della Porta di Sopra:

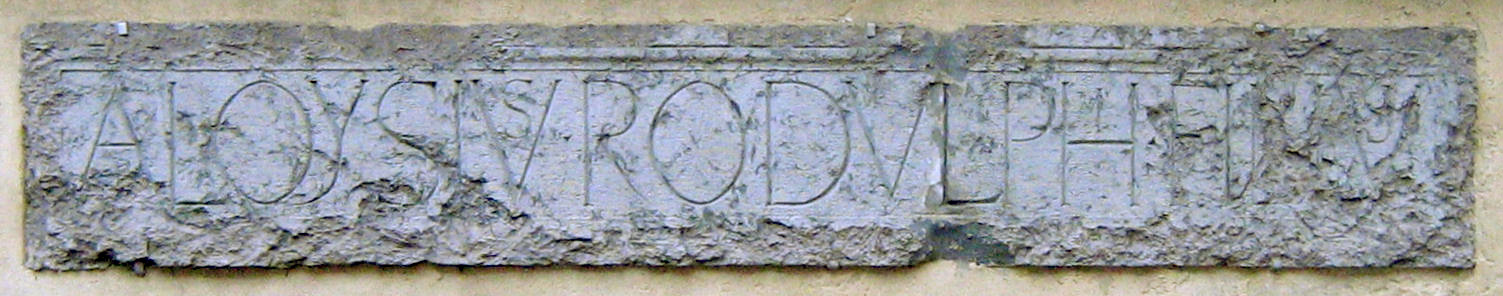
ALOYSIVS RODVLPHI FILIVS[N 14]

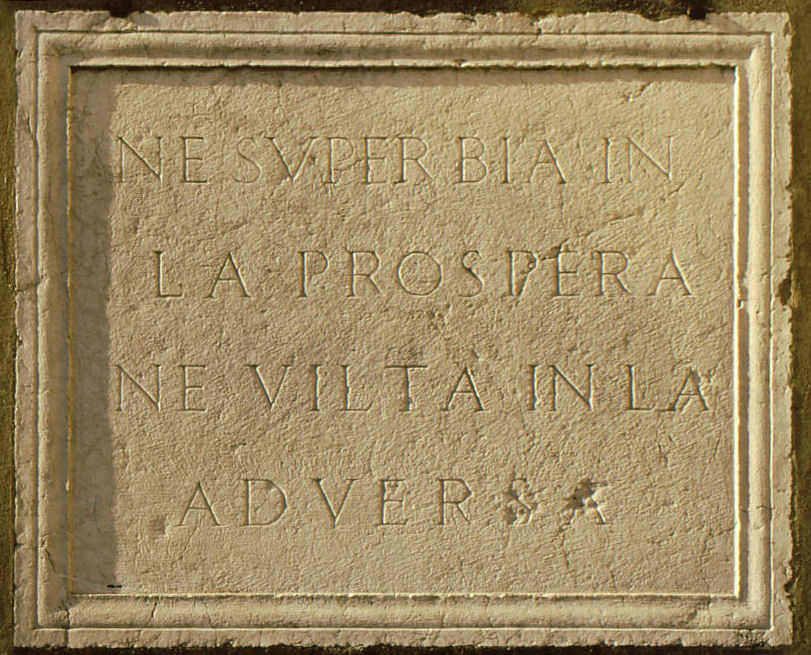
NE' SVPERBIA IN LA PROSPERA NE VILTA' IN LA ADVERSA[N 15]
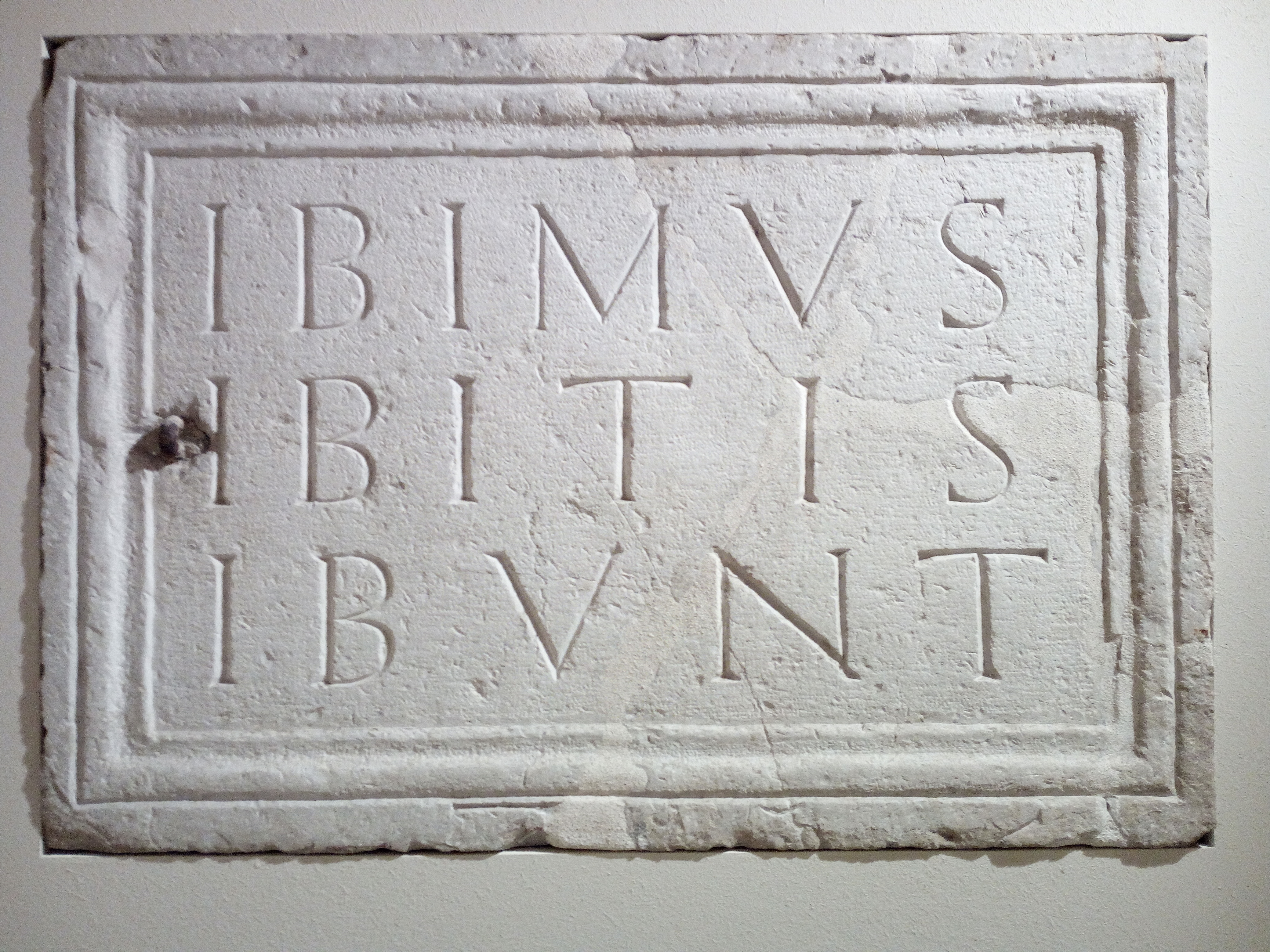
IBIMVS, IBITIS, IBVNT[N 16]

Queste, murate sul fianco della chiesa prepositurale di Sant'Erasmo, appartenevano alla chiesa di Santa Maria del Consorzio, mausoleo dei Gonzaga di Castel Goffredo:

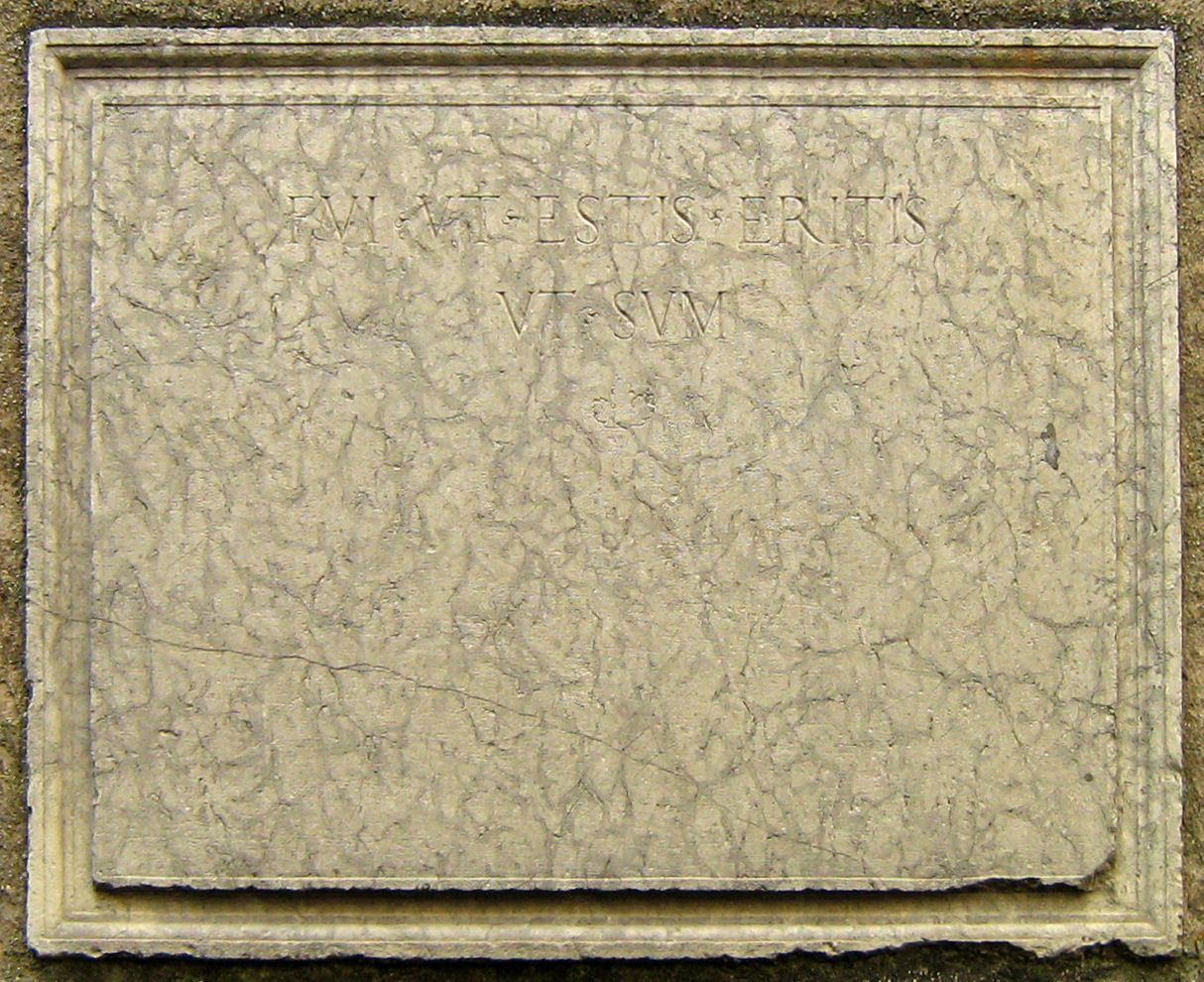
FVI VT ESTIS ERITIS VT SVM[N 17]
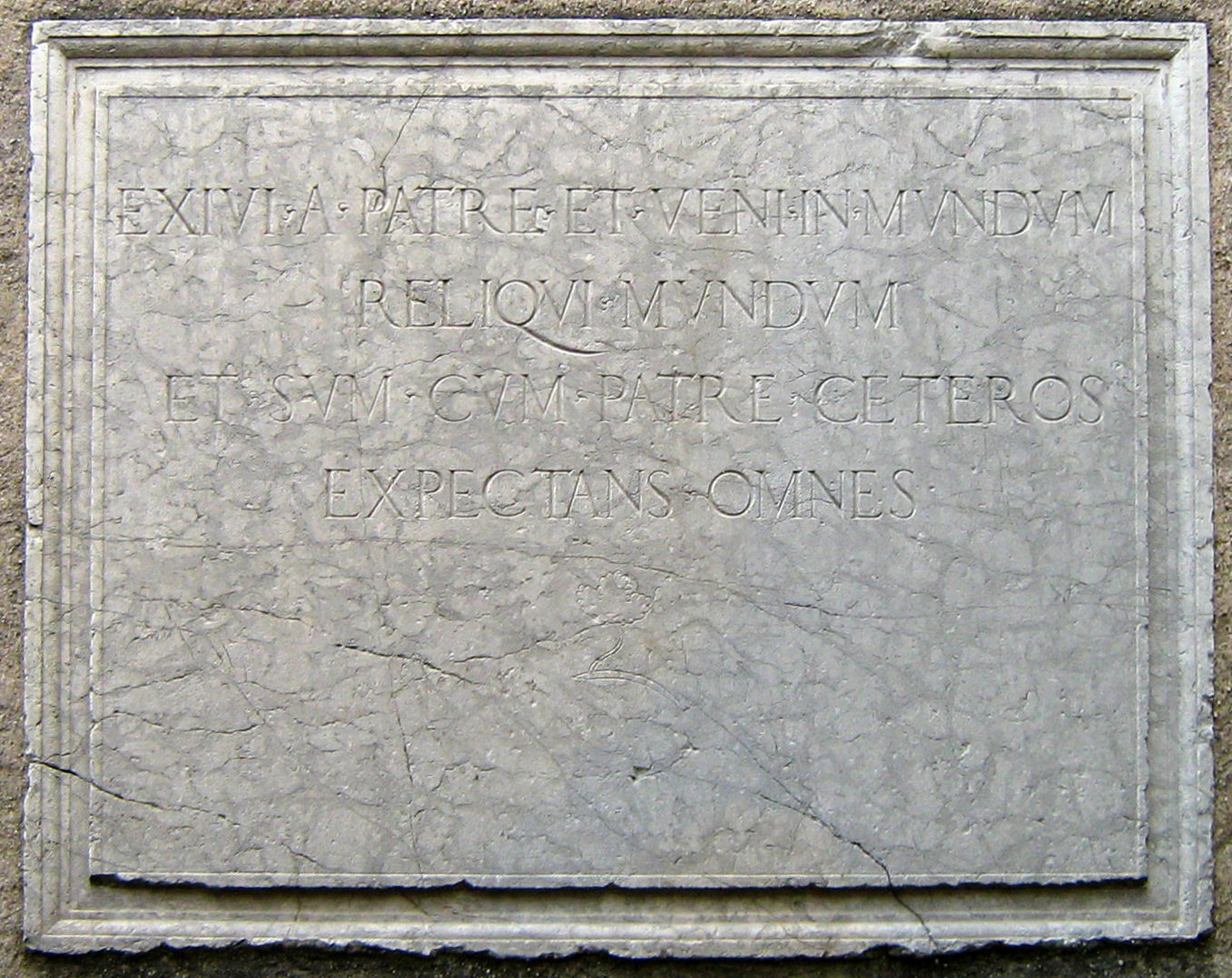
EXIVI A PATRE ET VENI IN MVNDVM RELIQVI MVNDVM ET SVM CVM PATRE CETEROS EXPECTANS OMNES[N 18]
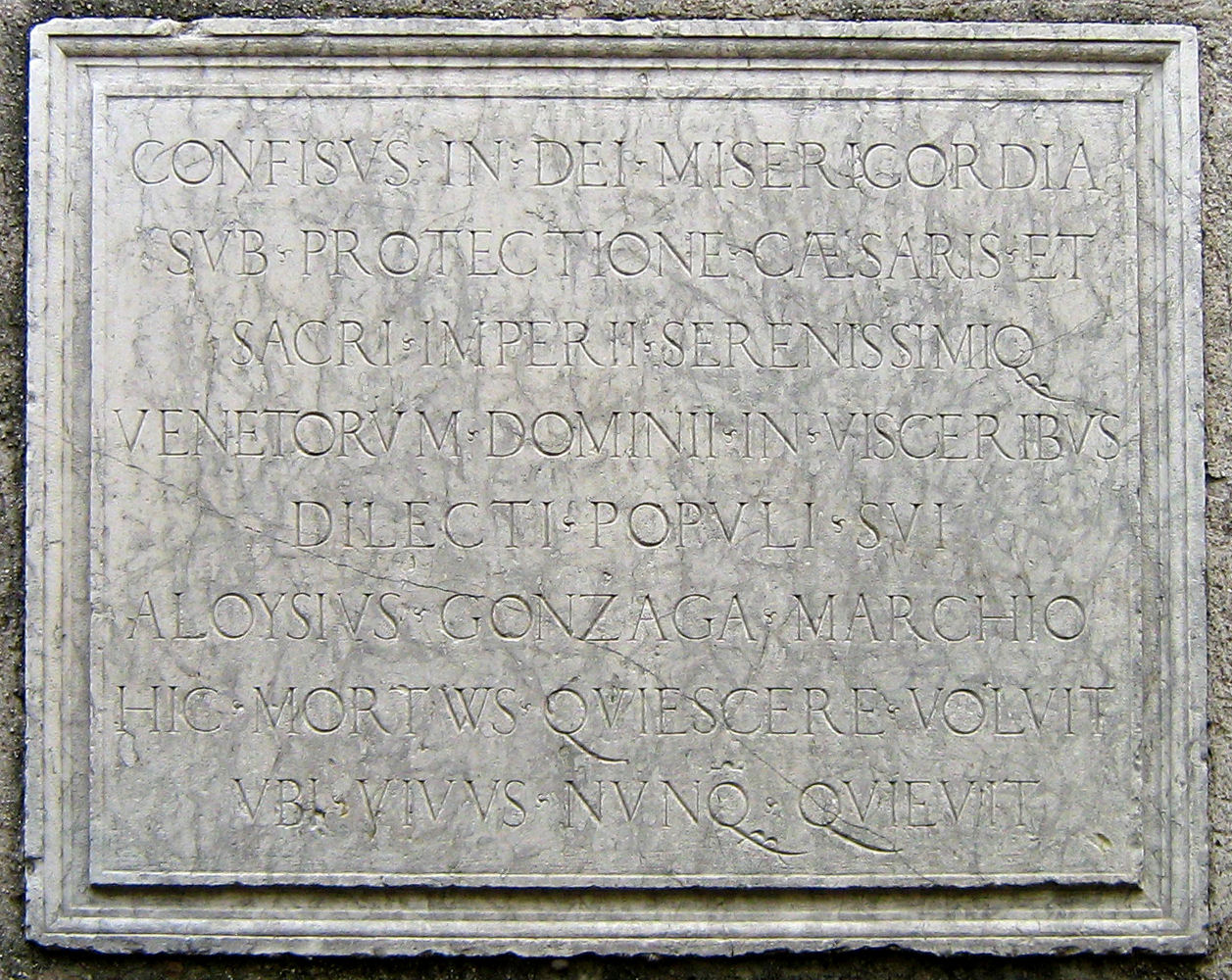
CONFISVS IN DEI MISERICORDIA SVB PROTECTIONE CAESARIS ET SACRI IMPERII SERENISSIMIQ VENETORVM DOMINII IN VISCERIBVS DILECTI POPVLI SVI ALOYSIUS GONZAGA MARCHIO HIC MORTVVS QVIESCERE VOLVIT VBI VIVVS NVNQ QVIEVIT[N 19]
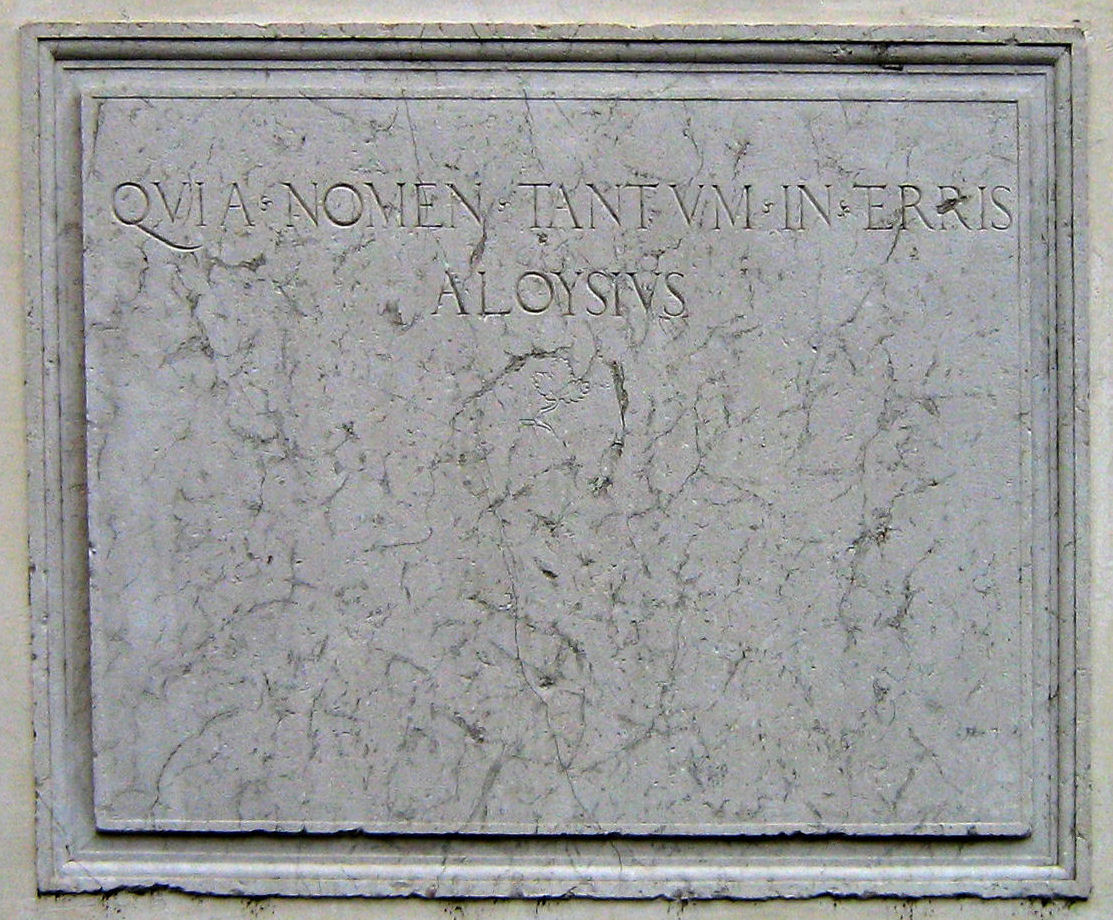
QVIA NOMEN TANTVM IN TERRIS ALOYSIVS[N 20]

## Aloisio Gonzaga nella cultura

### Filmografia
Col nome di Loyso Gonzaga è stato ricordato ne Il mestiere delle armi, regia di Ermanno Olmi (2001).

### Letteratura

#### Amletodi Shakespeare
Benché il dramma Amleto di William Shakespeare sia ambientato in Danimarca, alcuni riferimenti a un Gonzago e le modalità di assassinio di re Amleto farebbero pensare che l'autore si sia rifatto a qualche resoconto dell'epoca, trasmesso "in buon italiano". Si tratterebbe dell'episodio che portò alla morte nel 1538 del duca di Urbino Francesco Maria I Della Rovere, marito di Eleonora Gonzaga, forse avvelenato da un sicario del marchese di Castel Goffredo Aloisio Gonzaga, cugino della moglie. Il riferimento invece a "Baptista" riguarderebbe un altro duca di Urbino, Federico da Montefeltro, che sposò Battista Sforza.

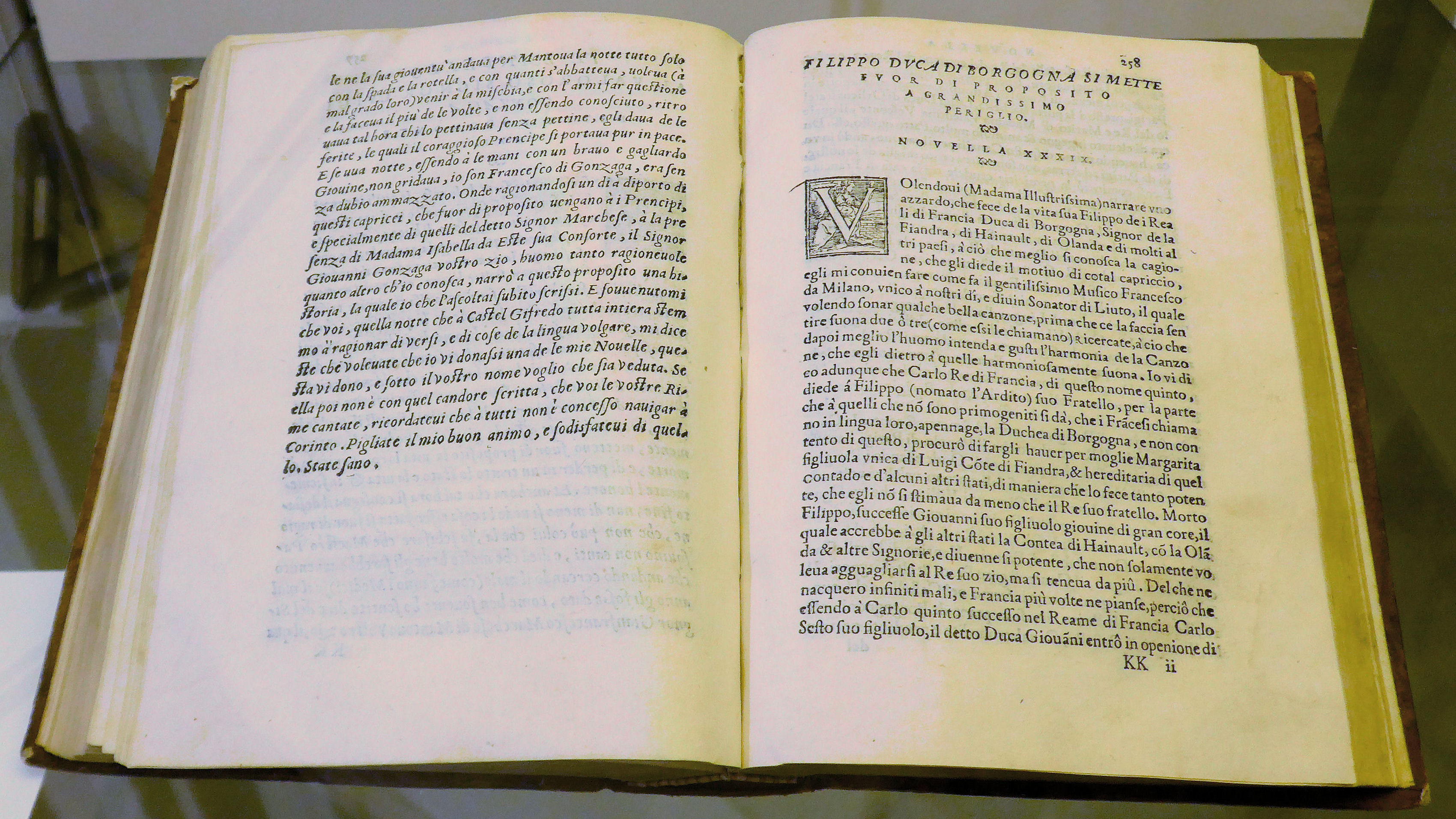
Matteo Bandello, Novelle, prima edizione, Lucca 1554, MAST Castel Goffredo

#### Novelledi Matteo Bandello
Il poeta Matteo Bandello ha dedicato ad Aloisio Gonzaga due Novelle:
- novella XV della prima parte (1554)[177]
- novella II della quarta parte (1573)[178]

#### PoemaAlba
Il letterato Vincenzo Mantovano ha dedicato ad Aloisio il suo poema in latino Alba.

#### Novelladi Ascanio de' Mori da Ceno
Il poeta Ascanio de' Mori da Ceno ha dedicato al Gonzaga una sua Novella nel 1585.